# Niccolò Albergati-Ludovisi

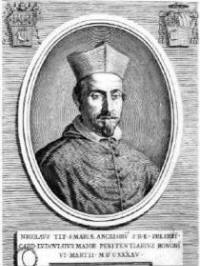
Niccolò Kardinal Albergati-Ludovisi (Stich von Giuseppe Maria Testana, um 1645)

Niccolò Albergati-Ludovisi (* 15. September 1608 in Bologna; † 9. August 1687 in Rom) war ein italienischer Kardinal der Römischen Kirche und Erzbischof von Bologna.

## Leben

### Herkunft und frühe Jahre
Niccolò Albergati, so sein ursprünglicher Name, stammte aus einer Bologneser Patrizierfamilie. Er trat am 4. März 1622 in den geistlichen Stand und erhielt die Abtei, die zuvor sein Bruder Fabio innehatte. Einer einzelnen Quelle zufolge soll er der Gesellschaft Jesu angehört haben. Im Jahr 1631 wurde er von seinem Cousin, dem Kardinal Ludovico Ludovisi, nach Rom gerufen. Niccolò Ludovisi, der Sohn des Grafen Orazio Ludovisi, eines Bruders von Papst Gregor XV. und ebenfalls Albergatis Cousin, erklärte ihn zu seinem Bruder und stellte die Bedingung, dass Albergati das Wappen der Familie Ludovisi und deren Namen zusammen mit seinem eigenen führen musste. In Rom wurde Niccolò Albergati-Ludovisi Päpstlicher Hausprälat und Vikar der Basilika San Lorenzo in Damaso. 1635 wurde er Erzpriester der Kathedrale von Bologna. Unter dem Pontifikat von Urban VIII. war er Referendar an den Tribunalen der Apostolischen Signatur, hierauf verzichtete er 1637 zu Gunsten seines Bruders Antonio.

### Kirchliche Laufbahn
Am 6. Februar 1645 wurde er zum Erzbischof von Bologna ernannt. Die Bischofsweihe spendete ihm am 26. Februar 1645 in Santa Maria in Vallicella sein Vorgänger Girolamo Colonna; Mitkonsekratoren waren Ercole Rangoni, Bischof von Sant’Angelo dei Lombardi e Bisaccia, und Orazio Giustiniani CO, Bischof von Nocera Umbra.
Im Konsistorium vom 6. März 1645 erhob ihn Papst Innozenz X. auf Drängen von Niccolò Ludovisi zum Kardinal und ernannte ihn am 24. April 1645 zum Kardinalpriester von Sant’Agostino in Campo Marzio und am 25. Juni 1646 von Santa Maria degli Angeli e dei Martiri. Ab dem 21. Februar 1650 war er bis zu seinem Tod Kardinalgroßpönitentiar. Seit dem 11. Dezember 1651 war er nicht mehr Erzbischof von Bologna. Am 11. Oktober 1666 wechselte er zur Titelkirche Santa Maria in Trastevere. Von 1658 bis 1659 war er Kämmerer des Heiligen Kardinalskollegiums. Am 19. Oktober 1676 ernannte ihn der Papst zum Kardinalpriester von San Lorenzo in Lucina. Am 13. September 1677 erhob ihn Papst Innozenz XI. zum Kardinalbischof von Sabina und am 1. Dezember 1681 von Porto e Santa Rufina. Am 15. Februar 1683 wurde Albergati-Ludovisi Kardinaldekan und zugleich Kardinalbischof von Ostia e Velletri sowie zum Gouverneur von Velletri ernannt.
Der Kardinal starb nach langer, schwerer Krankheit in Rom und wurde dort in seiner früheren Titelkirche Santa Maria in Trastevere beigesetzt.